# Lijst van rijksmonumenten aan de Grote Markt (Haarlem)
De Grote Markt in de stad Haarlem telt 18 inschrijvingen in het rijksmonumentenregister. Hieronder een compleet overzicht van de rijksmonumenten aan of bij Grote Markt.
| Object | Oorspronkelijke functie?  | Bouwjaar                                      | Architect   | Locatie                          | Coördinaten?                  | Nr.?   | Afbeelding        |
| --- | ------------------------- | --------------------------------------------- | ----------- | -------------------------------- | ----------------------------- | ------ | ----------------- |
| Pand met 17e-eeuwse klokgevel, baksteen met gotische geledingen en pinakels met beeldhouwwerk, overblijfsels van de oude gevel | Woonhuis                  |                                               |             | Grote Markt 11                   | 52° 22' 54" NB, 4° 38' 9" OL  | 19248  | Meer afbeeldingen |
| Hoofdwacht | Overheidsgebouw           |                                               |             | Grote Markt 17 (hk. Smedestraat) | 52° 22' 54" NB, 4° 38' 11" OL | 19249  | Meer afbeeldingen |
| Pand met klokgevel bekroond door halfrond fronton                                                                              | Werk-woonhuis             |                                               |             | Grote Markt 21                   | 52° 22' 54" NB, 4° 38' 12" OL | 19250  | Meer afbeeldingen |
| Geschilderd pand met brede gevel met rechte kroonlijst met tandingen. Beneden verbouwd                                         | Woonhuis                  |                                               |             | Grote Markt 23                   | 52° 22' 54" NB, 4° 38' 13" OL | 19251  | Meer afbeeldingen |
| Geschilderd pand met brede gevel met rechte kroonlijst met tandingen. Beneden verbouwd                                         | Woonhuis                  |                                               |             | Grote Markt 25                   | 52° 22' 54" NB, 4° 38' 13" OL | 19252  | Meer afbeeldingen |
| Pand met voorgevel. Architectuur van goede kwaliteit, karakteristiek voor de periode                                           | Woonhuis                  | 17e eeuw (pand) tweede helft 19e eeuw (gevel) |             | Grote Markt 27                   | 52° 22' 53" NB, 4° 38' 14" OL | 19253  | Meer afbeeldingen |
| Pand | Werk-woonhuis             |                                               |             | Grote Markt 29 A t/m C           | 52° 22' 53" NB, 4° 38' 14" OL | 19254  | Meer afbeeldingen |
| Stadhuis van Haarlem | Bestuursgebouw en onderdl | midden 14e eeuw en later                      |             | Grote Markt 2                    | 52° 22' 53" NB, 4° 38' 6" OL  | 19255  | Meer afbeeldingen |
| De Vergulde Druif | Woonhuis                  |                                               |             | Grote Markt 4 (hk, Koningstraat) | 52° 22' 52" NB, 4° 38' 6" OL  | 19256  | De Vergulde Druif |
| Pand met lijstgevel | Werk-woonhuis             |                                               |             | Grote Markt 6                    | 52° 22' 52" NB, 4° 38' 6" OL  | 19257  | Meer afbeeldingen |
| Pand met lijstgevel | Werk-woonhuis             |                                               |             | Grote Markt 10                   | 52° 22' 52" NB, 4° 38' 7" OL  | 19258  | Meer afbeeldingen |
| Pand met lijstgevel | Woonhuis                  |                                               |             | Grote Markt 8                    | 52° 22' 52" NB, 4° 38' 7" OL  | 19259  | Meer afbeeldingen |
| Pand met rechte kroonlijst | Werk-woonhuis             |                                               |             | Grote Markt 12                   | 52° 22' 52" NB, 4° 38' 7" OL  | 19260  | Meer afbeeldingen |
| Vishuisje | Woonhuis                  |                                               |             | Grote Markt 16                   | 52° 22' 52" NB, 4° 38' 10" OL | 19261  | Meer afbeeldingen |
| Vleeshal | Opslag                    | 1602/1603                                     |             | Grote Markt 18                   | 52° 22' 52" NB, 4° 38' 10" OL | 19262  | Meer afbeeldingen |
| Vishal | Opslag                    |                                               |             | Grote Markt 20                   | 52° 22' 53" NB, 4° 38' 11" OL | 19263  | Meer afbeeldingen |
| Standbeeld van Laurens Janszoon Coster                                                                                         | Gedenkteken               | 1856                                          | Louis Royer | Grote Markt 17 t/o nr.           | 52° 22' 53" NB, 4° 38' 12" OL | 513375 | Meer afbeeldingen |
| De Kroon | Horeca                    | 1902                                          |             | Grote Markt 13 (cafe restaurant) | 52° 22' 54" NB, 4° 38' 11" OL | 513376 | Meer afbeeldingen |

Centrum:
Bakenessergracht ·
Frankestraat ·
Gedempte Oude Gracht ·
Gierstraat ·
Groot Heiligland ·
Grote Houtstraat ·
Grote Markt ·
Jansstraat ·
Kenaupark ·
Klein Heiligland ·
Kleine Houtstraat ·
Kleine Houtweg ·
Koningstraat ·
Nieuwe Gracht ·
Parklaan ·
Spaarnwouderbuurt ·
Wilhelminastraat ·
Zijlstraat

Zuid-West:
Florapark ·
Floraplein ·
Wagenweg 

Haarlem-Oost

Schalkwijk

Noord:
Begraafplaats Kleverlaan ·
Spaarndam 